# Petite Rivière Noire SC
El Petite Rivière Noire SC es un equipo de fútbol de las Islas Mauricio que juega en la Liga Premier de las islas Mauricio, la competición de fútbol más importante del país.

## Historia
Fue fundado en el año 1998  en la ciudad de Tamarin, aunque su sede se ubica en la ciudad de Bambous, en el distrito de Black River y nunca ha sido campeón de la Liga Premier, pero si ha ganado el Torneo de Copa en 3 ocasiones, en los años 2007, 2014 y 2015. Ha sido 2 veces finalista de la Copa de la República de Mauricio, en ambas perdió la final contra el Pamplemousses SC.
A nivel internacional ha participado en 2 torneos continentales, en los cuales nunca han podido superar la ronda preliminar.

## Palmarés
- Copa de Mauricio: 3

2007, 2014, 2015
- Copa de la República de Mauricio: 0
  - Finalista: 2

2010, 2011

## Participación en competiciones de la CAF
| Temporada | Torneo                       | Ronda      | Club                 | Casa | Visita | Global |
| --------- | ---------------------------- | ---------- | -------------------- | ---- | ------ | ------ |
| 2008      | Copa Confederación de la CAF | Preliminar | Anse Réunion FC      | 0-0  | 1-2    | 1-2    |
| 2015      | Copa Confederación de la CAF | Preliminar | Ferroviário da Beira | 1-2  | 2-5    | 3-7    |